# Пуджарі
Пуджарі — священнослужитель в індуїзмі, який виконує пуджу для мурті певного бога в храмах.
Як правило, пуджарі повинні знати напам'ять і оспівувати різні мантри і молитви на санскриті, а іноді й на інших мовах та вміти робити складні релігійні церемонії. Зазвичай пуджарі належать до варни брахманів або, в тих течіях індуїзму, які не визнають спадковість кастової системи — мають брахманічну ініціацію. В Індії, пуджарі також інколи називають «арчака». Під час фестивалів, пуджарі часто керують урочистостями. Зазвичай пуджарі відрізняються великою вченістю.